# Ерзя
Е́рзя, ерзя́ни — угро-фінський народ. Мова — ерзянська фіно-волзької підгрупи уральської сім'ї. Ерзяни проживають у басейні річок Мокша і Сура, а також Волги і Білої.

## Етимологія і історія

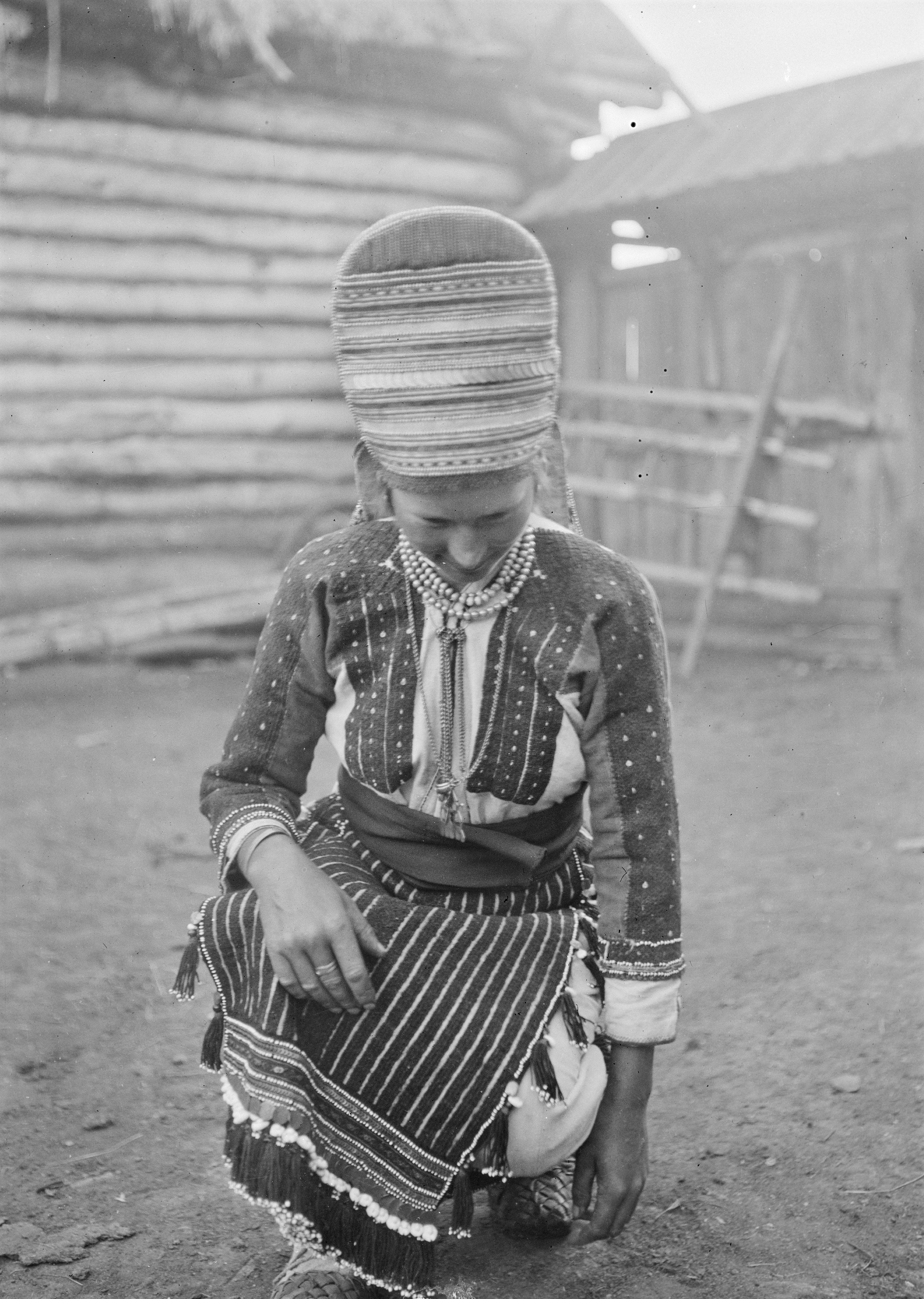
Молода ерзянка демонструє своє святкове вбрання. Самарська губернія, 1914 р.

Етнонім «ерзя» етимологічно походить до ірано-сарматської лексики (arsan — чоловік, герой). З V століття ерзя мешкали на північний захід від мокши, на території сучасної Рязанської і Нижньогородської областей. У 961 ерзя (арта, аріса) згадується хозарським каганом Йосипом як народ, що платив йому данину. Є припущення, що також про ерзя писали ще і давньогрецькі географи Страбон (аорси) і Птолемей (арсиіти). Арза — країна ерзі фігурує в записках арабського мандрівника Ібн-Хаукаля (X століття). Про ерзя (арджани) повідомляв Рашид-ад-Дін (XIV століття); ногайський князь Юсуф писав про «рзян» у грамоті, відправленій ним до Москви в 1549 році.
У ранньому середньовіччі ерзя чинили опір хозарам, печенігам і половцям. Стародавнє ерзянське князівство розташовувалося на території Старої Рязані (Ерзяні). Під натиском слов'ян, що переселялися, ерзя відступила на схід до сучасного міста Арзамас — (Ерзямас).
На відміну від мокші, що визнала в 1237 залежність від Золотої Орди, ерзя відступає на північ в ліси і чинить татарам опір. Після перенесення суздальської столиці в середині століття в Нижній Новгород ерзя потрапила під владу Суздальського князівства і деяка частина її обрусіла, а інша частина відступила далі на схід, проникнувши в XVII столітті в Заволжжя і Південне Передуралля, де зіткнулися з ногайцями і калмиками. Створення Саратовсько-Оренбурзько-Челябінської лінії фортець зробило можливим подальше просування ерзя на Уралі. Багато ерзянських поселенців на Уралі з'явилися ще до проникнення сюди російського населення.

## Самоідентифікація
Ерзя вважають себе окремим народом. Самоназва — «эрзят». Ерзяни послідовно виступають проти використання екзоніма «мордва», який вважають образливим прізвиськом, нав’язаним московськими завойовниками. Діячі національного руху спростовують твердження російської влади, що ерзя та мокша — це єдиний народ під назвою «мордва».

## Релігія

Ерзянь Мастор — історична батьківщина ерзянського народу

Ерзя сповідують християнство (православ’я та лютеранство, принесене фінськими проповідниками у 1990-х роках) та інешкіпазію — політеїстичну релігію з елементами пантеїзму. Практично вся національна інтелігенція сповідує інешкіпазію або лютеранство, адже православ’я в них асоціюється з Російською православною церквою (РПЦ) та русифікацією.
Марізь Кемаль — організатор громад традиційної релігії ерзян. Цей феномен з’явився після утворення Мордовської єпархії РПЦ (1990). Тоді у ерзянської інтелігенції виникла надія на впровадження ерзянської мови у богослужіннях, на відродження ерзянської ідентичності — бодай в межах РПЦ. Криза цих сподівань радикалізувала віруючих ерзян, стимулювала національну інтелігенцію відновлювати етнічну релігію — релігію бога Інешкіпаза.
Паралельно із відродженням інешкіпазії в Мордовії з’явилась Мокшано-ерзянська євангельсько-лютеранська церква. Наприкінці 1980-х талановитий ерзянський художник-етнофутурист Андрій Альошкін переїхав до Ленінграду. Тут він створив серію картин, у яких намагався розкрити сутність древніх вірувань народів ерзя та мокша. Талановиті роботи митця помічає лютеранський пастор Арво Сурво — лідер релігійного відродження інгерманландських фінів. Сурво навертає Альошкіна у лютеранство.
Після повернення з Ленінграду до Саранська Альошкін здобуває всенародне визнання. Його обирають головою Спілки художників Мордовії, він стає одним із лідерів Товариства вивчення фіно-угорської культури. Відомий художник переконує кількох представників саранської інтелігенції у тому, що майбутнє християнства у Мордовії пов’язано з лютеранством. У 1991 р. формується громада «Мордовської християнської церкви у викладі доктора Мартіна Лютера». Активісти домагаються виділення земельної ділянки для будівництва храму, Арво Сурво відправляє перші богослужіння, а лютерани Фінляндії обіцяють фінансову допомогу. Першим кліриком нової церкви стає брат художника Олексій. Однак, невдовзі після реєстрації перед новою церквою постають численні виклики: РПЦ розгортає агресивну інформаційну кампанію проти «фіно-угорського сектантства», а невдовзі і фіни, обурені самодіяльністю ерзян та мокшан, припиняють надавати підтримку. Причиною конфлікту із фінами став принципово різний підхід як до життя церкви, так і до таїнств, що у ній звершувались. Брати Альошкіни відкидали підходи секуляризованого, формального лютеранства. Вони намагались з одного боку сакралізувати життя нової церкви, а з іншого — наблизитись до людей, поєднуючи у служінні як елементи православ’я (зокрема шанування ікон), так і народні звичаї (ерзянський та мокшанський національний одяг, співи тощо).
Зрештою, лютеранство залишило помітний слід в новітній історії народів ерзя та мокша. Дотепер на території Ерзяно-Мокшанії діє дві парафії, що перебувають у складі Євангельсько-лютеранської церкви Інгрії. Одна з них — Лютеранська церква "Вєльмєма" у Саранську, незмінним настоятелем якої є пастор Олексій Альошкін.
Досить поширеним серед ерзян, особливо людей старшого віку у сільській місцевості, є одночасне дотримання християнських та ерзянських релігійних звичаїв та обрядів. Наприкінці XIX — поч. ХХ ст. була широко поширеною практика відзначення православних свят, прочитання православних молитов і одночасне шанування ерзянських богів та читання ерзянських молитов (ерз. ozks). Наприклад, навіть ті ерзяни, хто регулярно відвідував православний храм, досить часто не починали збору ягід в лісі, не прочитавши молитву до Вірьави (ерз. Матері лісу).

### Поховальний обряд
Ще до падіння Казанського ханства на землях Ерзянь Мастор поховальний обряд здійснювався у відповідності до ерзянських традицій. Небіжчика ховали лише на третій день після смерті, адже вважали, що протягом перших трьох днів після смерті його душа перебуває поряд із тілом. Невдовзі після смерті тіло омивали. Для цього запрошували спеціальних старців (ерз. экшилицят). Молоді люди не мали права здійснювати обряд омовіння, оскільки існувала велика ймовірність бути оскверненим через «дотик смерті». Деякі вчені припускають, що серед ерзян існувала практика здійснення надземних захоронень — мерця лишали у невеличкому дерев'яному зрубі. Ерзян сіл Сабаєво і Давидово Кочкуровського району труни з мерцями підвішували на гілках дерев.
Скалки від труни чи поховального зрубу, посуд, з якого здійснювалось омовіння, сміття, винесене з хати після проводів мерця, все це вважалось сакрально нечистим. Тому відносилось у спеціальне місце. Небезпечною вважалась і могильна земля. Дотепер, повернувшись із кладовища, ерзя ретельно вичищають землю із взуття. Після повернення з кладовища ерзя мили руки на ґанку, не заходячи до хати, а пізніше приймали баню. Також була поширена віра в очищення вогнем. У селі Стара Шентала Самрської області під час поминок у дворі розпалювали багаття, щоб очиститись від «дотику смерті».

## Країна Ерзян і територія розселення

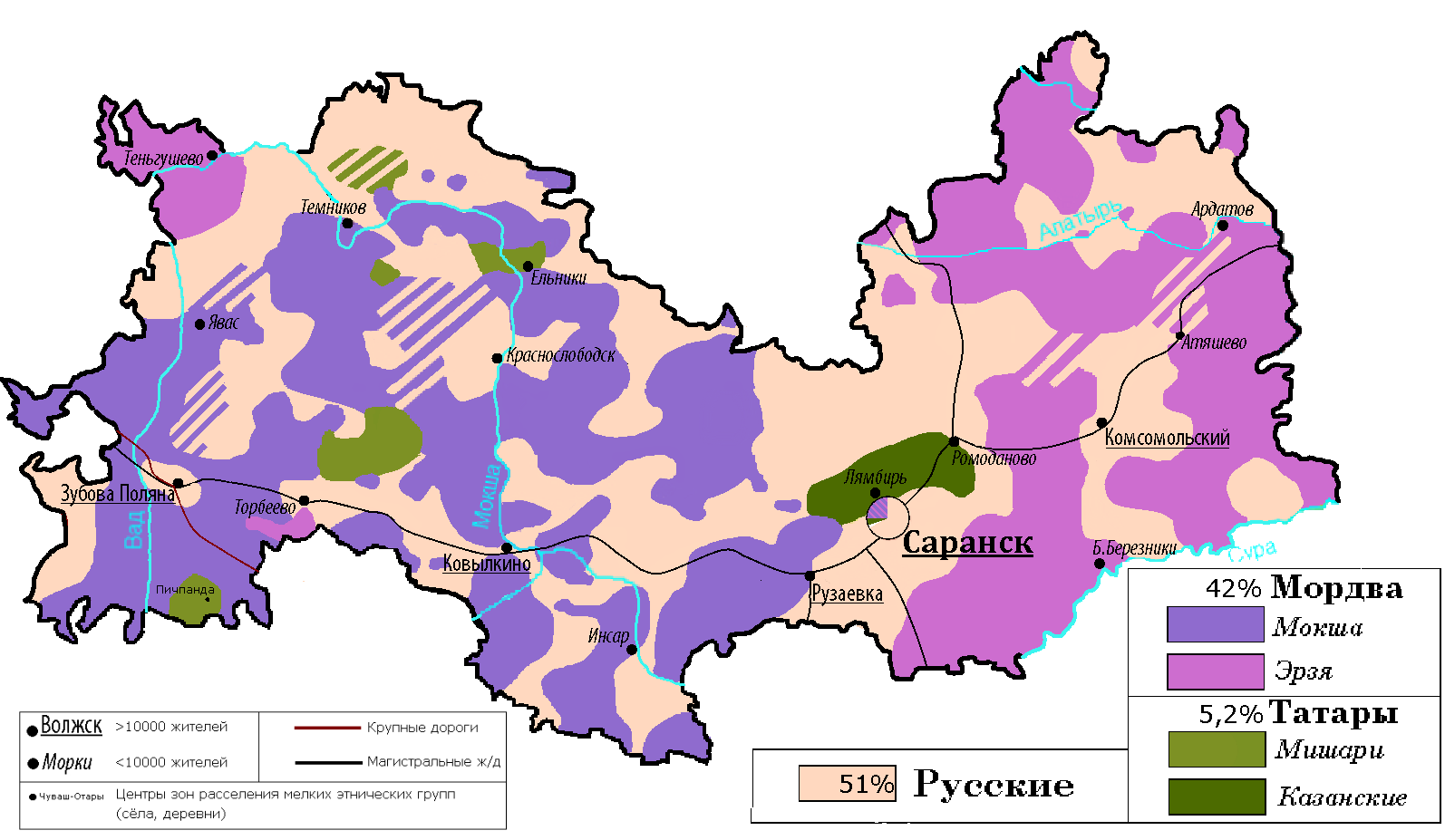
Розселення ерзян та мокшан у Мордовії

Ерзянська держава ХІІІ ст. відома зі слов’янських джерел як Пургасова волость. Території, на яких вона існувала, самі ерзяни називають Ěrzäń Mastor (ерз. «Країна Ерзян»). Більша частина історичної країни Ěrzäń Mastor, як і її столиця Арзамас (Ерзямас), нині знаходиться в межах Нижегородської області.
Сучасна Мордовія з’явилася у 1928 р. як округ, згодом вона підвищила статус до автономної республіки. Згідно з російською Конституцією, Республіка Мордовія — суб’єкт федерації. Разом з сусідніми республіками Росії — Чувашією, Марій-Ел, Татарстаном, Удмуртією та Башкортостаном — Мордовія утворює єдиний компактний масив фіно-угорських і тюркських країн. Цей масив має історичну назву Ідель-Урал (простір між річкою Волгою (Ідель) та Уральськими горами).
Республіку Мордовія також називають Erźa-Mokšoń Mastor (ерз. «Ерзяно-Мокшанія»), країною двох народів: ерзянського і мокшанського. Ерзя проживають переважно на сході Мордовії, мокша — на заході. Відносну більшість населення республіки в наш час складають росіяни, є також вагома присутність татар. Половина ерзянського народу проживає за межами Мордовії, зосереджена у дрібних етнічних анклавах у різних регіонах Російської Федерації.

## Національний рух

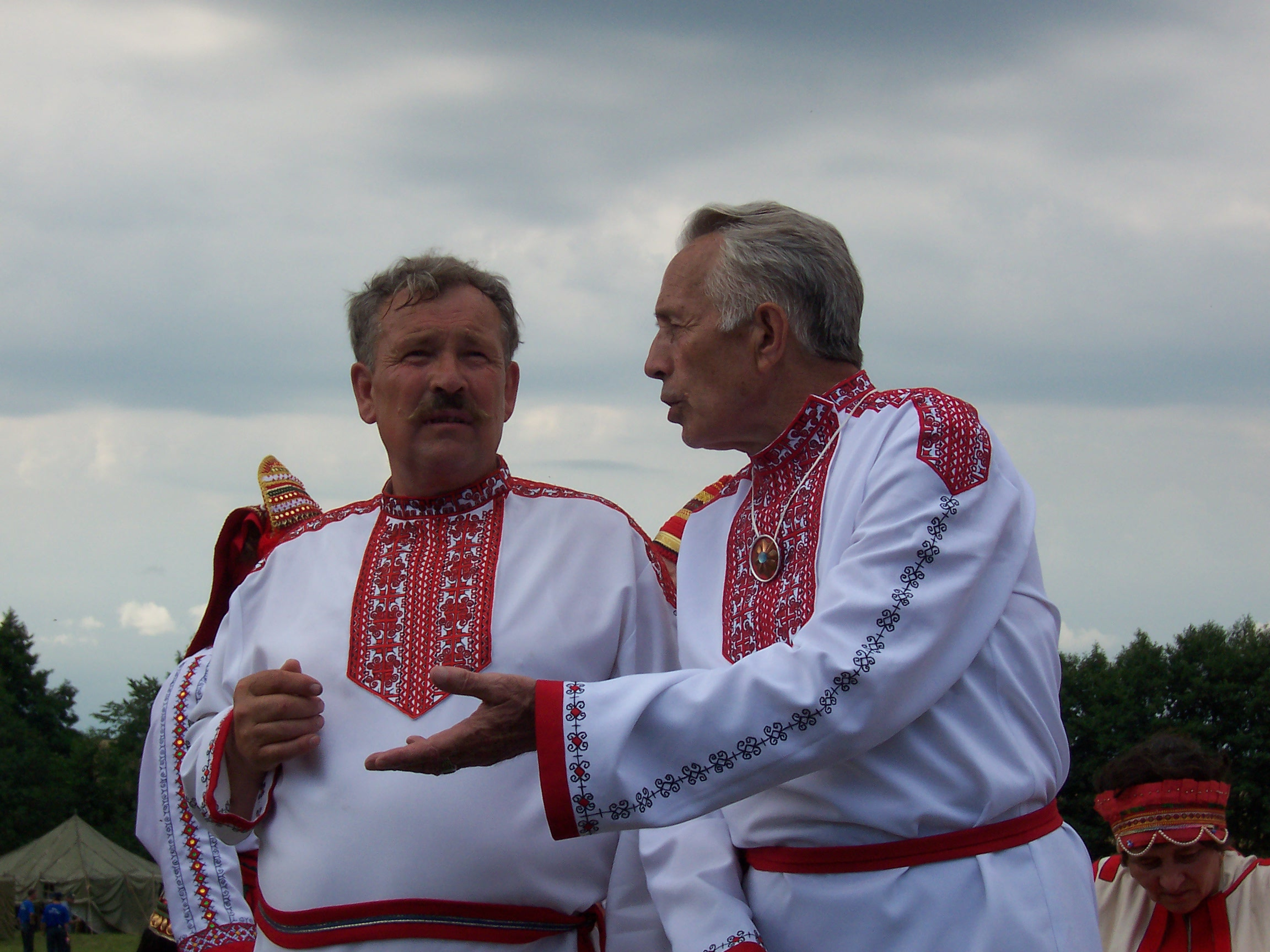
Діячі ерзянського національного руху Кшуманцянь Пірґуж і Нуянь Видяз під час проведення родового моління Раскень Озкс у 2007 р.

Фіно-угорські народи, чиї території перебували у складі СРСР, подібно до інших народів Радянського Союзу, пережили короткий період національного відродження у 1989—1991 рр. Фіно-угри Ідель-Уралу змогли провести власні національні з’їзди: удмурти (листопад 1991), ерзя і мокша (березень 1992), марі (жовтень 1992), об’єднаний з’їзд фіно-угорських народів Росії в Іжевську (травень 1992). Усі ці з’їзди ухвалили досить схожі резолюції із закликами демократизувати політичне та громадське життя у республіках, підтримати національне відродження фіно-угорських народів. Певний вплив на формування настроїв, що панували на з’їздах, особливо у середовищі національної інтелігенції, справила Естонія, у Тартуському університеті якої навчалось чимало вихідців з фіно-угорських республік Росії.
На момент розвалу Радянського Союзу народи ерзя та мокша складали лише 32,5 % у структурі населення Мордовії. Повернення ерзі та мокші до своїх національних ідентичностей зіштовхнулось із викликами русифікації, урбанізації та демографічною кризою. Крім того, частина національних еліт мокші, і меншою мірою ерзі, виступили з ідеєю, що ерзя та мокша є субетносами єдиного мордовського народу. Цю концепцію підтримала російська влада, однак більшість представників ерзянського національного руху зустріли її вкрай негативно, вбачаючи у «мордовському проєкті» інструмент русифікації.
Навесні 1989 р. в республіці виникає громадський центр «Veĺmema», що швидко набуває популярності та залучає у свої лави як ерзян, так і мокшан. Невдовзі частині активістів стають затісними рамки національно-культурної діяльності, і «Veĺmema» переживає розкол. Помірковані члени створюють організацію «Vajgeĺ», що займається відродженням та поширенням національних традицій, а більш радикальні засновують Ерзяно-мокшанський громадський рух «Масторава», який опікується не лише національним відродженням ерзі та мокші, але і прагне представлення їх інтересів в органах влади.
Завдяки діяльності «Вельмеми», «Вайгель» та «Масторави» ситуація із реалізацією прав ерзі та мокші у Мордовії зазнала помітних змін. В республіці був відкритий Національний театр, факультет національної культури, ухвалений закон «Про мови», була налагоджена робота з діаспорами. Згадані три організації стали кузнею кадрів для нових об’єднань ерзі та мокші: «Od vij», «Ěrzäva», «Ĺitova» та «Jurhtava»; газет «Mastorava» і «Ěrzäń Mastor». Саме завдяки діяльності всіх перерахованих організацій і товариств ерзянський та мокшанський національні рухи змогли перейти з етнографічної стадії розвитку до політичної.
Наприкінці 1980-х років лідерами ерзянського національного руху стали правозахисник Пірґуж Кшуманцянь та поетеса Марізь Кемаль. Вони відродили традицію Raskeń ozks (ерз. «родове моління»). За 5 днів до проведення першого «Раськень Озкс» Кшуманцянь, як організатор моління, був заарештований російською владою. Міліція вимагала від нього скасувати проведення моління, однак ерзянський діяч відмовився виконувати цю вимогу. У 1999 р. Піргуж Кшуманцянь був обраний першим в новітній історії старійшиною ерзянського народу — Інязором. Він обіймав цю посаду до 2019 р.
Марізь Кемаль відстоювала принцип «Kavto keĺť — kavto raśkeť» (ерз. «Дві мови — два народи»), що заперечував існування мордовського народу як спільності субетоносів — ерзя та мокша. Національне життя в Республіці Мордовія почало згортатися із приходом до влади у Москві Володимира Путіна, який вбачав у національних республіках та корінних народах «внутрішніх ворогів Росії».

Влітку 2019 р. Інязор Сиресь Боляєнь визначив 5 цілей ерзянського національного руху:  
|  | 1. Виховувати серед ерзян почуття відповідальності і солідарності. 2. Культивування серед нашої молоді дух першості і сили. Підтримувати найсміливіші ідеї та починання. Заохочувати до самоорганізації, розвитку та експансії в бізнесі, політиці чи культурі. 3. Будувати ерзянські суспільні інститути: представницькі органи, громадські організації, навчальні заклади. 4. Утверджувати ерзянську ідентичність. Культивувати ерзянський погляд на світ: оцінювати всі події та явища з точки зору користі або шкоди для Ерзянь Мастор та ерзянського народу. Відмовитись від спілкування російською мовою у сім’ях. Говорити ерзянською у громадських місцях (на землях Ерзянь Мастор). Відмовитись від кирилиці і перейти на ерзянську латинку. У соціальних мережах використовувати виключно ерзянську мову. 5. Розвивати політичні, економічні та культурні зв’язки із розвиненими фіно-угорськими народами: фінами, естонцями та угорцями. Пам’ятати для чого живеш. Адже головна ціль життя — це життя з ціллю. Наша ціль — створення незалежної держави ерзян та панування на своїй землі. Палай для ерзянської нації, а не гний у компостній ямі імперії! |

## Національні представницькі органи
Ерзя мають власну систему національних представницьких органів. Напередодні Raskeń ozks, який відбувається раз на три роки, скликається Aťań eźem (ерз. «Лава старійшин») — колегіальний орган, що обговорює найважливіші проблеми ерзянського народу. Aťań eźem таємним голосуванням обирає головного старійшину — Інязора. Інязор представляє весь ерзянський народ до моменту проведення наступного Raskeń ozks.
У період з 1999 по 2019 рік посаду Інязора обіймав Кшуманцянь Пірґуж, який у 2014 р. з рук Президента Естонії був удостоєний Ордену Хреста Землі Марії (ест. Maarjamaa Risti teenetemärk) V-го ступеню. 13 липня 2019 р., під час проведення чергового Raskeń ozks, новим Інязором було обрано голову Товариства «Ěrzäń val», співзасновника руху «Вільний Ідель-Урал» Боляєнь Сиреся. Його кандидатуру підтримали 12 з 18 старійшин. Російська влада не визнає легітимності національних представницьких органів ерзянського народу. Боляєнь Сиресь перебуває на еміграції в Україні, а представники Aťań eźem, як і перший Інязор Піргуж Кшуманцянь, не раз заявляли про політичний тиск з боку російської влади.
Згідно російських законів діяльність національних політичних партій (ерзянських, марійських, татарських, чуваських чи будь-яких інших) заборонена. Відтак національний представницький орган ерзянського народу є єдиним можливим інструментом вираження політичних прагнень ерзян.

## Декларація про офіційну назву ерзянського народу

Ерзянський прапор

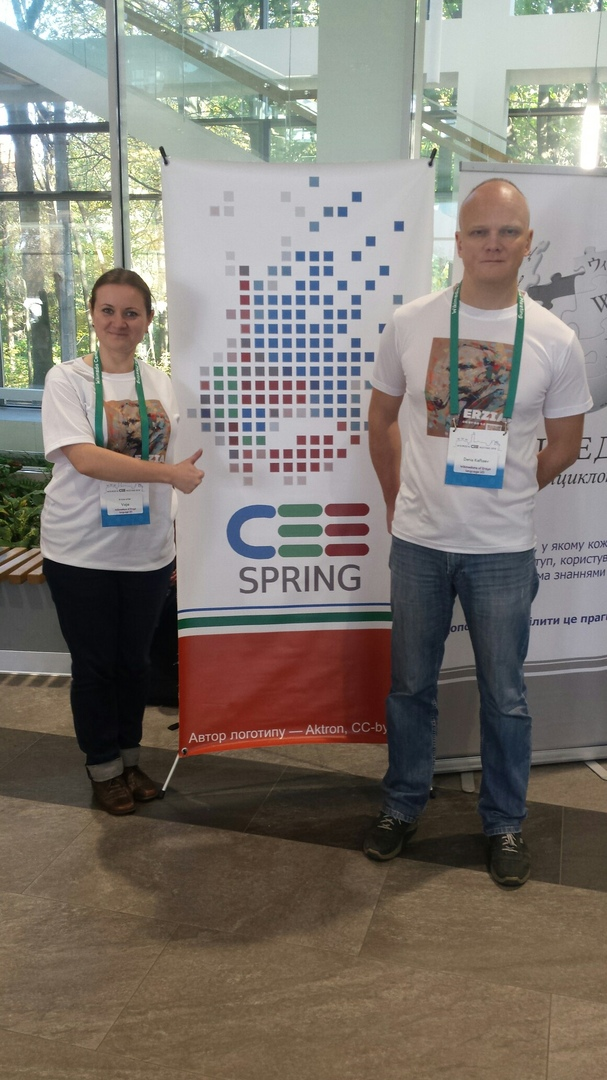
Делегація ерзянських вікіпедістів на Wikimedia CEE Meeting у Львові, 15 жовтня 2018 р.

Ми, делегати Конгресу, який представляє всіх ерзян — громадян Російської Федерації (РФ),
- ґрунтуючись на історії народу, який існує багато тисячоліть;
- шануючи пам'ять і слідуючи традиціям предків;
- відчуваючи етнічну, мовну, духовну і культурну єдність;
- із задоволенням відзначаючи наявність стійкої ерзянського самосвідомості;
- усвідомлюючи відповідальність за створення сприятливих умов для виживання і розвитку майбутніх поколінь;
- виходячи з норм міжнародного права і Конституції РФ, що гарантують права людини і народів;
- виражаючи пошану до історії, традицій, культури, мов і національної гідності інших народів;
- бажаючи перебувати в світовій спільноті народів під своїм історичним ім'ям;
- прагнучи бути визнаним самостійним повноцінним народом;
- сподіваючись на розуміння, добру волю, співпрацю народів, урядів та інших органів влади;
- виражаючи сподівання всього народу, заявляємо про його волю офіційно називатися власним історичним ім'ям «Ерзянський Народ» і підтверджуємо всі його невід'ємні права.

З побажаннями Злагоди, Миру та Прогресу всім народам Конгрес Ерзянського народу
Республіка Мордовія, м. Саранськ
23 березня, 1995 року.

## Ерзя в Україні
Традиційно, під час переписів населення, російська та радянська влада зараховували ерзян та мокшан до «мордви», обраховуючи кількість «мордви», а не чисельність ерзян та мокшан. За даними перепису населення 1979 р. в УРСР мешкало 16 545 представників народів ерзя та мокша, у 1989 їх чисельність зросла до 19 332 осіб.
| Рік  | ерзя та мокша | % від населення |
| ---- | ------------- | --------------- |
| 1939 | 12 041        | 0,00038         |
| 1959 | 11 397        | 0,00027         |
| 1970 | 14 692        | 0,00031         |
| 1979 | 16 545        | 0,00033         |
| 1989 | 19 332        | 0,00037         |
| 2001 | 9 331         | 0,00019         |

Журнал «ĚRZÄŃ VAL» — часопис ерзянського національного руху, що видається в Україні. Єдиний в світі ерзянський суспільно-політичний журнал і єдине друковане видання ерзянською латинкою.

Ерзянська діаспора — одна з небагатьох діаспор фіно-угорських народів Російської Федерації, яка має власні організації на території України. У 2008 р. в Києві виникло товариство «Ěrzäń val» (ерз. «Ерзянське слово»). Його засновниками стали ерзя Сиресь Боляєнь та Олексій Андрієнко, а також українці з ерзянським корінням: Левусь Дмитро (Чепелень Мітряй) і Ростислав Мартинюк (Ожомасонь Кірдя). «Ěrzäń val» визначило метою своєї діяльності відродження національної ідентичності ерзян.
За час свого існування «Ěrzäń val» сім разів організовувало у Києві відзначення Дня ерзянської мови. Святкування відбувались у форматі літературних читань, до участі у яких запрошувались як представники ерзянської діаспори в Україні, так і ерзя з Ерзяно-Мокшанії та місць компактного проживання в РФ.
Зусиллями товариства видано книгу ерзянського поета Дмітрія Таганова «Седейсэ тарка» (ерз. «Місце в серці») та поетичну збірку двадцяти чотирьох ерзянських поетів «Эрзянь Валске» (ерз. «Ерзянський ранок»). Наклади обох видань (по 1200 примірників кожного) було безкоштовно поширено в місцях компактного проживання ерзян.
У 2012 р. «Ěrzäń val» презентувало ерзяно-російський / російсько-ерзянський електронний словник, розроблений членами та прихильниками товариства. «Ěrzäń val» з особливим завзяттям розвиває ерзянську культури, долаючи колоніальні поведінкові моделі, накинуті ерзянам метрополією: почуття вторинності ерзянського народу і неповноцінності його мови. Очільником товариства Сиресєм Боляєнєм написано понад 40 віршів ерзянською мовою. Його лірика просякнута яскравим антиколоніальним пафосом, вона апелює до забутих, а подекуди й заборонених тем ерзянської минувшини: історія ерзянської державності, пам’ять про національних героїв, московські репресії і боротьба за громадянські та політичні права ерзян. Декламування окремих з них було записано у професійних студіях, наприклад поезія «Калмазь лецтнема» (ерз. «Похована пам’ять»), що присвячена односельцям Сиреся Боляєня, репресованим у 1937 р. Вірш «Тетянень пшкадема» (ерз. «Звернення до батька») було декламовано підчас Раськень Озкс (Ерзянське народне моління) у 2013 р., одразу після того як ерзянка Наталя Абросімова зачитала вітання Президента Естонії.
Сиресь Боляєнь переклав ерзянською низку популярних пісень інших народів: «Ськамочинь гармошкась» — переклад пісні «Одинокая гармонь» композитора Боріса Мокроусова, що створена на вірш Міхаіла Ісаковського «Снова замерло всё до рассвета…»; «Эрзянь тейтернень» (ерз. «Ерзянській дівчині») — за мотивами української пісні-танго «Гуцулка Ксеня». Виконати композицію допомогла відома українська співачка з Ужгорода Мирослава Копинець; «Умарина» (ерз. «Яблуня») за мотивами пісні українського автора Степана Гиги. Твір присвячений ерзянам, які присвятили своє життя ерзянському народові; «Ратор чирева» (ерз. «Берегами Алатира») — пісня за мотивами литовської композиції «Рано вранці». У музичному творі описуються події 1236—1242 років, періоду приходу Орди на ерзянську землю. Виконавці — Мирослава Копинець та Олександр Товт. Музичне аранжування — Геннадій Дев'ятов. Крім того Сиресєм Боляєнєм створено кілька музичних творів на власну музику з авторськими текстами: перший ерзянський вальс «Тимонь Веранень. Тундо», композиції «Вергиз моро», «Чире ютксо», «Пейдема нурькаморот».
«Ěrzäń val» створив цикл освітніх відео ерзянською мовою, що пояснюють відношення ерзян до життя, до природи і довколишнього середовища тощо. Співзасновником товариства також є і відомий український телепродюсер, політичний консультант і редактор україномовного сайту фіно-угорських новин ugraina.org (2004—2016) Ожомасонь Кірдя, який у 2007 р. став лауреатом премії «Ерзянин року». Кірдя є автором численних публікацій про історію та культуру ерзянського народу. Частина його розвідок опубліковані в газеті «Эрзянь Мастор». 

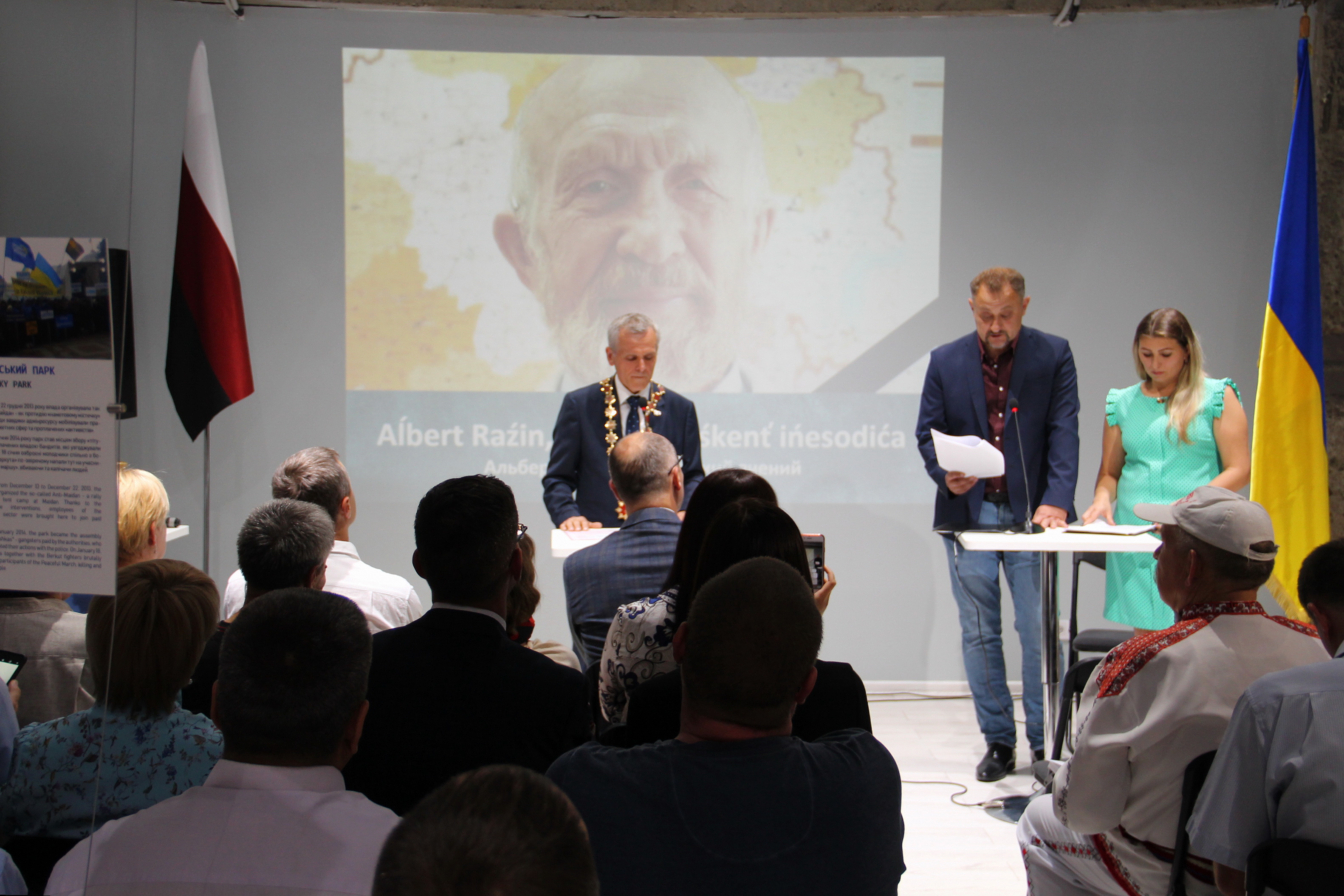
Зліва направо: Сиресь Боляєнь, Ожомасонь Кірдя, пані Баяґіня.

Провідну роль в організації всіх заходів «Ěrzäń val» відіграє одесит Олексій Андрієнко — один із найактивніших та найжертовніших членів товариства. Відомий своїм глибокими аналітичними матеріалами про ерзянський народ у фіно-угорському світі і український політолог Чепелень Мітряй, який із перших днів заснування «Ěrzäń val» бере участь у його роботі.
«Ěrzäń val» опікується не лише життям ерзянської громади в Україні та Ерзяно-Мокшанії, члени товариства відомі своєю активною громадянською позицією. У 2013 р. «Ěrzäń val» відкрито підтримав Революцію гідності, окремі активісти брали діяльну участь у поваленні режиму Віктора Януковича. Протягом 2013—2014 рр. ерзянський прапор можна було спостерігати у гарячих точках революційного Києва. З початком російсько-української війни засновник товариства Сиресь Боляєнь їздив в АТО як волонтер. Пізніше був мобілізований до лав 10-ї гірсько-штурмової бригади Збройних Сил України, брав участь у бойових діях із захисту незалежності України.
Офіційно товариство «Ěrzäń val» є засновником однойменного журналу, що видається на території України коштом секретаріату Інязора.

## Відомі представники
- Марізь Кемаль (1950) — ерзянська поетеса, журналістка та фольклористка. Лідер національного ерзянського руху 1990-х років
- Акай Боляєв — учасник повстання Степана Разіна
- Інязор Тюштя
- Інязор Пургаз
- Кузьма Абрамов — письменник
- Кузьма Алексєєв
- Валерій Борчин — відомий російський легкоатлет, олімпійський чемпіон 2008 року[14][15]
- Артем Веселий (Н. І. Кочкуров) — письменник
- Фекла Беззубова — оповідачка
- Микола Васильєв — актор[16]
- Відяєв Федір Олексійович
- Доронін Олександр Макарійович — письменник
- Євсев'єв Макар Євсев'євич — вчений, просвітитель, педагог
- Глухов Петро Семенович — письменник, племінник Макара Євсев'єва
- Журавльовонь Числав Григорович — поет і письменник[17]
- Йовлань Оло (Володимир Ромашкін) — музикант, фольклорист, кінодокументаліст
- Надія Кадишева — співачка[18]
- Іван Кутяков — воєначальник
- Серафима Люлякіна — оповідачка
- Моро Артур — поет
- Нуянь Видяз — письменник
- Петро Прохоров — письменник
- Пуркаєв Максим Олексійович — воєначальник
- Радаєв Василь Кузьмович — поет і письменник
- Втулкін Михайло Олексійович — поет і письменник
- Вечканов Серафим Омелянович — поет і журналіст
- Каниськіна Ольга Миколаївна — відома російська легкоатлетка, олімпійська чемпіонка 2008 року[19]
- Русланова Лідія Андріївна — співачка[20]
- Васильєв Тимофій Васильович — громадсько-політичний діяч, засновник сучасного мордовського судочинства
- Рябов Анатолій Павлович — мовознавець, педагог[21]
- Наталя Водянова — російська супермодель[18]
- Марія Захарова — російська політична діячка й дипломат[18].
- Олег Табаков — російський актор, режисер. Народний артист СРСР (1988)[18]
- Нікас Сафронов[22] — художник[18]
- Сетін Федір Іванович — літературознавець
- Чалганов Анатолій Іванович
- Нікул Еркай — поет і письменник[23]
- Ерзя Степан Дмитрович — скульптор[24]
- Яушев Іларіон Максимович — співак (баритональний бас)[25]
- Василь Чапаєв — герой громадянської війни
- Микола Чіндяйкін — актор, заслужений артист РРФСР[18]
- Осипова Поліна Миколаївна
- Альона Арзамаська — героїня селянської війни під проводом Степана Разіна
- Любаєв Павло Кирилович — письменник, перекладач.